# Martin Lidegaard
Martin Lidegaard, né le 12 décembre 1966 à Copenhague (Danemark), est un homme politique danois, membre du Parti social-libéral (RV) dont il est le chef depuis novembre 2022. 
Il est ministre des Affaires étrangères entre 2014 et 2015 et ministre du Climat et de l'Énergie de 2011 à 2014.

## Biographie
Martin Lidegaard suit des études de communication à l'université de Roskilde, dont il est diplômé en 1993.
Engagé au sein du Parti social-libéral, il est élu au Folketing pour la première fois lors des élections législatives de 2001. Lors de son premier mandat, il est le porte-parole de son parti sur les questions d'énergie, d'agriculture et de transports. Il est réélu pour un second mandat lors des élections de 2005. Après le scrutin, il conserve les rôles de son premier mandat, auxquels s'ajoutent celui de porte-parole pour les questions sociales et climatiques.
Il est candidat à un troisième mandat lors des élections législatives anticipées de 2007, mais échoue à être réélu. En septembre 2008, il fonde Concito, un think tank écologiste dont il assure la présidence.
Il fait son retour en politique le 3 octobre 2011, quand il est nommé ministre du Climat et de l'Énergie dans le gouvernement de la sociale-démocrate Helle Thorning-Schmidt après les élections législatives du 15 septembre. En mars 2012, il annonce la conclusion d'un accord parlementaire pour fixer un objectif de 100 % d'énergies renouvelables au Danemark en 2050. En juin, dans le cadre de la présidence danoise du Conseil de l'Union européenne, il participe à la conclusion d'un accord européen pour renforcer l'efficacité énergétique au sein de l'Union.
Le 3 février 2014, il devient ministre des Affaires étrangères dans le nouveau gouvernement de Helle Thorning-Schmidt, formé après le départ du Parti populaire socialiste de la coalition. Quelques jours après sa nomination, il se prononce pour une entrée à terme du Danemark dans la zone euro, une adhésion interrompue par référedum en 2000. En décembre, il dépose auprès de la commission des limites du plateau continental des Nations unies une demande visant à étendre la souveraineté danoise dans le pôle Nord.
Il revient au Folketing à l'occasion des élections législatives de 2015 qui marquent le retour du Parti social-libéral dans l'opposition. Après le scrutin, il devient le porte-parole pour les questions de finances, de défense et d'affaires étrangères, ainsi que vice-président du groupe pendant toute la législature.
Il est réélu au Folketing lors des élections législatives de 2019. Il perd alors son role au sein de la direction de son groupe parlementaire, tout en restant porte-parole sur les questions d'affaires étrangères et de défense,.
En octobre 2020, il brigue la direction du Parti social-libéral après la démission de Morten Østergaard, mis en cause pour agression sexuelle, mais est battu dans un vote du groupe parlementaire par Sofie Carsten Nielsen. Il envisage alors de quitter le parti, mais décide finalement d'y rester et retrouve un rôle au sein de la direction lorsqu'il est nommé premier vice-président du groupe parlementaire en février 2021.
Il devient leader du Parti social-libéral le 3 novembre 2022, après que Sofie Carsten Nielsen ait quitté ses fonctions à la suite des mauvais résultats du parti aux élections législatives anticipées du 1er novembre. Le parti participe alors aux négociations pour la formation d'un nouveau gouvernement par Mette Frederiksen, mais décide de se retirer des discussions à la veille de la conclusion d'un accord entre la Social-démocratie, Venstre et les Modérés.

## Sources
1. 1 2 3 4 5  (da) « Martin Lidegaard (RV) », sur ft.dk (consulté le 31 mars 2025)
2. ↑  (da) « Folketingsvalget den 13. november 2007 », sur valg.im.dk (consulté le 31 mars 2025)
3. ↑  (da) « Martin Lidegaard ny klimaminister », sur altinget.dk, 3 novembre 2022 (consulté le 1er avril 2025)
4. ↑  (en) « Denmark aims to get 50% of all electricity from wind power », sur theguardian.com, 26 mars 2012 (consulté le 1er avril 2025)
5. ↑  (en) « Last-minute deal on energy efficiency », sur politico.eu, 14 juin 2012 (consulté le 1er avril 2025)
6. ↑  (da) « Her er regeringen Helle Thorning-Schmidt II », sur berlingske.dk, 3 février 2014 (consulté le 1er avril 2025)
7. ↑  (en) « Danish foreign minister gives cautious support to adopting the euro », sur politico.eu, 13 février 2014 (consulté le 1er avril 2025)
8. ↑  « Le Danemark, lui aussi, convoite le pôle Nord », sur lemonde.fr, 16 décembre 2014 (consulté le 1er avril 2025)
9. ↑  (da) « Folketingsvalg torsdag 18. juni 2015 - Valgte kandidater og stedfortrædere », sur Danmarks Statistik (consulté le 1er avril 2025)
10. ↑  (da) « Folketingsvalg onsdag 5. juni 2019 - Valgte kandidater og stedfortrædere », sur Danmarks Statistik (consulté le 1er avril 2025)
11. 1 2  (da) « Lidegaard overvejede exit fra de Radikale: Nu forfremmes han », sur berlingske.dk, 11 février 2021 (consulté le 1er avril 2025)
12. ↑  (da) « Frygten for ny krænkelsessag hæmmede Lidegaard i magtkamp », sur berlingske.dk, 8 octobre 2020 (consulté le 1er avril 2025)
13. ↑  (da) « De Radikale har fået Martin Lidegaard som ny politisk leder », sur dr.dk, 3 novembre 2022 (consulté le 31 mars 2025)
14. ↑  (da) « Radikale er ude af regeringsforhandlingerne », sur tv2.dk, 13 décembre 2022 (consulté le 1er avril 2025)

## Annexe